# 増田昌三
増田 昌三（ますだ しょうぞう、1942年（昭和17年）8月12日 - ）は、日本の政治家。1995年から2007年までの3期12年にわたり高松市長を務めた。

## 来歴
香川県高松市出身。1965年早稲田大学法学部卒。在学中は港区三田にある香川県の県人寮・香川育英会東京学生寮から通学した。
同年高松市役所に入る。市図書館長、市教育委員会文化部長などを歴任。1992年に市助役に就任。
1995年の市長選挙では高松市長脇信男の後継者として全国では異例の自民・共産2党の推薦で立候補して、新進・社会・さきがけの3党が推薦する元県議の候補らを破って初当選した。1999年（無投票）と2003年の選挙でも再選した。2006年4月26日定例記者会見で、井竿辰夫前助役が特別養護老人ホームをめぐる贈収賄事件で有罪判決を受けたことを陳謝した。2007年に引退した。

## その他
2001年の高松市の成人式で市長として式辞を述べている最中に、ステージに上がった新成人らが増田に向けてクラッカーを鳴らした。増田は自分に向けてクラッカーを鳴らした新成人らを威力業務妨害罪で告訴し、警察は新成人らを逮捕するに至った。事件の模様はテレビで放送され、同じ四国では高知市の成人式においても高知県知事（当時）の橋本大二郎が式辞を述べている途中に新成人に野次を飛ばされる映像も報道され、「荒れる成人式」を象徴する事件となった。